# أسوار (فلم)
أسوار (بالإنجليزية: Fences) هو فيلم دراما أُصدر في 25 ديسمبر 2016. الفيلم من إنتاج وتوزيع باراماونت بيكتشرز، وقد أخرجه دنزل واشنطن، وكَتَب السيناريو أوغست ويلسون.

## القصة
تدور أحداث الفيلم في الخمسينات، حول تروي ماكسون (دينزل واشنطن) الذي يحاول أن يهتم بأسرته ويتصالح مع ما يحدث في حياته السابقة من أحداث مؤسفة، وفي نفس الوقت يحاول لأن يكون سائقًا في إحدى شركات جمع القمامة التي يعمل بها. بمدينة بيتسبرغ الأمريكية عن حياة زوجين وابنهما وصديقهما العزيز، يتتبع الفيلم بطلنا في تفاصيل يومه وهو يعمل، وهو يقضي وقته مع عائلته واصدقائه، وهو أيضاً يبكي أطلاله وينبش قصصه القديمة بأسلوب ساخر ومضحك أحياناً ومشبّع بالألم والحزن في أحيان أخرى. (الرجل الأمي والسجين السابق علاوة على سجنه المجازي الخاص به خلف مضرب البيسبول) تحدث كثيراً في هذا الفيلم الحواري الطويل الذي تستمر مدة عرضه إلى قرابة ساعتين وعشرين دقيقه تقريباً.
أخوه “جبرايل” أو “جيب” الذي يعاني من إصابه في الدماغ أثر مشاركته في الحرب العالمية الثانية والتي أثرت على قدرته العقليه وتوازنه والذي أصبح الآن مصدر إزعاج للناس وللمارة. (الناس ببساطه لن يتحملو نتائج الحروب الدامية حتى ولو رُوج لها أنها في سبيلهم). كل هذة التوليفة تُظهر شخصية البطل الذي ولأول وهلة يبدو رب الأسرة العظيم الذي يروي الشوارع والأزقة بصبيب عرقه وجهده ساعياً للقمة عيشه ولو في أبسط الأعمال وأحقرها، ويبدو ذلك الثائر الذي يطالب بحقه في قيادة سيارة المخلفات بدل من جمعها مثله مثل زميله الابيض مع رصد كل محاولاته المستميته للحصول على ترقيه في العمل، ويبدو ذلك الزوج المحب لزوجته والشغوف بها حتى بعد انقضاء مايقارب 18 عاماً على زواجهم ومازال حبه لها ذلك الغض الندي.
تستمر أحداث الفيلم بشكل سلس ليظهر تباعاً أنه وكأي شخص منهك بالعيوب والنواقص والانهزامات والتي تظهر انعكاساتها على أسرته، الآمه المدفونه عن والديه وماضيه في السجن القديم ولعبة البيسبول والكثير من العنصرية اللتى واجهها، كل هذا يتم رصده بالفيلم بشكل سلس ورائع.

## طاقم التمثيل
- دنزل واشنطن as Troy Maxson
- فيولا ديفيس as Rose Lee Maxson, Troy's wife
- ستيفن ماكينلي هندرسون as Jim Bono, Troy's friend
- جوفان أديبو as Cory Maxson, son of Rose and Troy
- راسل هورنسبي as Lyons Maxson, Troy's son from a previous relationship.
- مايكلتي ويليامسون as Gabriel Maxson, brother of Troy
- سنية سيدني as Raynell Maxson, daughter of Troy and his mistress, Alberta.

## الإنتاج

### التصوير
صوّر الفيلم في بيتسبرغ، بنسيلفانيا، وبدأ التصوير الرئيسي، في 25 أبريل 2016، وانتهى في 14 يونيو 2016، وكانت شارلوت بروس كريستنسن ‏ مديرةً لتصوير الفيلم.

### الموسيقى
موسيقى الفيلم التصويرية من تلحين مارسيلو زارفوس.

## الاستقبال

### الجوائز والترشيحات
الجوائز
الترشيحات
- جائزة الأوسكار لأفضل ممثل، المُرشَّح: دنزل واشنطن، في: حفل توزيع جوائز الأوسكار التاسع والثمانون[2]
- جائزة الأوسكار لأفضل ممثلة مساعدة، المُرشَّح: فيولا ديفيس، في: حفل توزيع جوائز الأوسكار التاسع والثمانون[2]
- جائزة الأوسكار لأفضل فيلم، المُرشَّح: سكوت رودين، دنزل واشنطن وتود بلاك، في: حفل توزيع جوائز الأوسكار التاسع والثمانون[2]
- جائزة الأوسكار لأفضل كتابة "سيناريو مقتبس"، المُرشَّح: أوغست ويلسون، في: حفل توزيع جوائز الأوسكار التاسع والثمانون[2]

## وصلات خارجية
- مقالات تستعمل روابط فنية بلا صلة مع ويكي بيانات

لا توجد روابط لمواقع التواصل الاجتماعي.